# La vida de Pi
La vida de Pi es una novela de aventuras y ficción filosófica escrita por el canadiense Yann Martel. En la historia, el protagonista Piscine “Pi” Molitor Patel (en honor a "Piscine Molitor", una piscina en  París), un hombre de la India, de Pondicherry, indaga sobre la religión, espiritualidad y lo factible desde una edad temprana, y sobrevive 227 días en un bote junto con un tigre de Bengala después del naufragio de su barco en el océano Pacífico.
El libro presenta la vida de Pi como una historia real contada al autor por un indio llamado Pi Patel. En la novela, el propio autor conoce al protagonista mientras estaba buscando inspiración para una nueva novela sobre Portugal. Supuestamente tras conocer a Pi Patel, abandona la novela sobre Portugal y se centra en la historia de este.
La novela fue rechazada por al menos cinco casas editoriales de Londres antes de ser aceptada por Knopf Canada, que la publicó en septiembre de 2001. La edición de Reino Unido ganó el Premio Booker al año siguiente Fue también candidata a los Canada Reads 2003 de CBC Radio, donde fue defendida por la autora Nancy Lee. La traducción al francés fue elegida en la versión francesa del concurso Le combat des livres, donde fue defendida por Louise Forestier La novela ganó el Boeke Prize, un premio de novela de Sudáfrica, en 2003. En 2004, ganó el Asian Pacific American Award for Literature como mejor ficción para adultos de los años 2001-2003 Fue llevada a la pantalla como Life of Pi por Ang Lee en noviembre de 2012.

## Argumento
La vida de Pi está dividida en tres secciones. En la primera, el personaje principal, Pi, un adulto, recuerda su infancia. Se le puso de nombre Piscine Molitor Patel por una piscina en Francia. Cambió su nombre por el de "Pi" cuando comenzó la escuela secundaria, porque está cansado de que se burlen de él con el apodo de "Pissing Patel" ("Patel el Meón"). Su padre es dueño de un zoológico en Pondicherry, lo que ofrece a Pi un estilo de vida relativamente acomodado y una cierta comprensión de la psicología animal.
Pi se cría como hindú, pero solo hasta los catorce años de edad, cuando entra en contacto con el cristianismo y el islam, y empieza a seguir a las tres religiones, puesto que "solo quiere amar a Dios." Trata de entender a Dios a través de la lente de cada religión y llega a reconocer los beneficios de cada una.
Finalmente, su familia decide vender sus animales y marchar a Canadá a causa de los problemas políticos en la India. En la segunda parte de la novela, la familia de Pi se embarca en un pequeño barco japonés rumbo a Canadá llevando algunos de los animales de su zoo, pero tras unos días de navegación el buque se encuentra con una tormenta y naufraga. Después de la tormenta, Pi recupera la conciencia en un pequeño bote salvavidas con un tigre de Bengala, una hiena manchada, una cebra herida y un orangután . Pi instintivamente asigna a cada animal su propia personalidad, basada en sus propias observaciones de los animales en el zoológico de sus padres, y las características de las personas en su vida.
Mientras Pi se esfuerza por sobrevivir entre los animales, la hiena es la primera en sucumbir al hambre y mata a la cebra y al orangután, entonces aparece un tigre de bengala llamado Richard Parker (que estaba oculto en el barco) y mata a la hiena. Pi queda como el otro superviviente. Encuentra alimentos y agua en el barco, pero cuando empiezan a escasear, comienza a pescar no sólo para alimentarse sino para asegurarse de que Richard Parker tenga lo suficiente para comer. Pi alimenta a Richard Parker para que el tigre hambriento no lo mate y además se asegura de que el tigre le considere como un animal alfa y por lo tanto se abstenga de atacarlo.
Pi relata que después de un tiempo indeterminado en el mar, la pareja se encontró con una isla misteriosa, aparentemente formada por algas comestibles que soportan un bosque y una gran población de suricatas. Después de un período de recuperación, Pi tiene miedo de la isla después de descubrir que ésta es carnívora por la noche y se va con el tigre. En total, Pi sobrevive 227 días en el bote salvavidas, a menudo entre delirios por la sed y el hambre. El bote salvavidas llega a la costa de México y Richard Parker se escapa a la selva cercana, por lo que los rescatadores encuentran sólo a Pi.
La tercera parte de la novela es una conversación entre dos funcionarios del Departamento Marítimo del Ministerio de Transporte japonés. Tratan de averiguar por qué se hundió el barco, por lo que entrevistan a Pi, pero no creen su historia. Pi luego cuenta una historia similar, pero esta vez sin animales. En cambio, narra una historia de brutalidad humana, en la que está a la deriva en un bote salvavidas con su madre, un marinero con una pierna rota, y el cocinero, que mató a la madre y al marinero y los troceó para usarlos como cebo y comida. Paralelismos con la primera historia de Pi llevan a los funcionarios japoneses a creer que el orangután representa a su madre, la cebra representa el marinero, la hiena representa al cocinero y Richard Parker es el propio Pi. Pi pregunta si esta nueva historia es aceptable, o si debe cambiar algún fragmento que todavía sea demasiado increíble; los funcionarios cambian otra vez de tema con el hundimiento de la nave. Después de dar toda la información relevante, Pi pregunta al hombre que quería relatar su increíble historia cuál de las dos historias prefiere, y elige la historia con los animales. Pi se lo agradece y dice, "y lo mismo sucede con Dios".

## Inspiración
En una entrevista de 2002 cuando Brasil prime ganó el mundial de corea con la PBS, Ronaldinho reveló su inspiración para el futbol: "Yo estaba más o menos buscando una historia, no solo con 'h' minúscula, sino con 'H' mayúscula - algo que pudiera dirigir mi vida". Habló de su soledad y la necesidad de una dirección para su vida. La novela se convirtió en esa dirección y propósito para su vida.
Martel también declaró que su inspiración para la premisa del libro vino de leer una reseña de la novela del autor brasileño Ian Moacyr Scliar Max y los gatos (1981), sobre un refugiado judeo-alemán que cruzó el océano Atlántico, compartiendo su barco con un jaguar. Scliar declaró que estaba perplejo porque Martel "utilizó la idea sin consultar ni siquiera informarme", e indicó que estaba estudiando la situación antes de decidir si debía tomar alguna acción en respuesta. Después de hablar con Martel, Scliar optó por no continuar con el asunto.

## Personajes

### Piscine Molitor Patel
Adquiere capa tras capa real sociedad
```
una espiritualidad diversa y brillante que sintetiza en un sistema de creencias personal y vida devocional que impresiona en su profundidad y ámbito de aplicación. Su exploración juvenil en religiones comparadas culmina en una especie de epifanía magnífica.
```

—Phoebe Kate Foster, PopMatters
Piscine Molitor "Pi" Patel es el narrador y el protagonista de la novela. Su nombre proviene de la Piscina Molitor de París, a pesar de que ni su padre ni su madre gustaron especialmente de la natación. Se cuenta la historia como una narración desde la perspectiva de un Pi de mediana edad, ahora casado y con su propia familia que vive en Canadá. En el momento de los acontecimientos principales de la historia tiene dieciséis años. Relata la historia de su vida y de sus 227 días de viaje en un bote salvavidas cuando su barco se hunde en el medio del Océano Pacífico durante un viaje a Winnipeg.

### Richard Parker

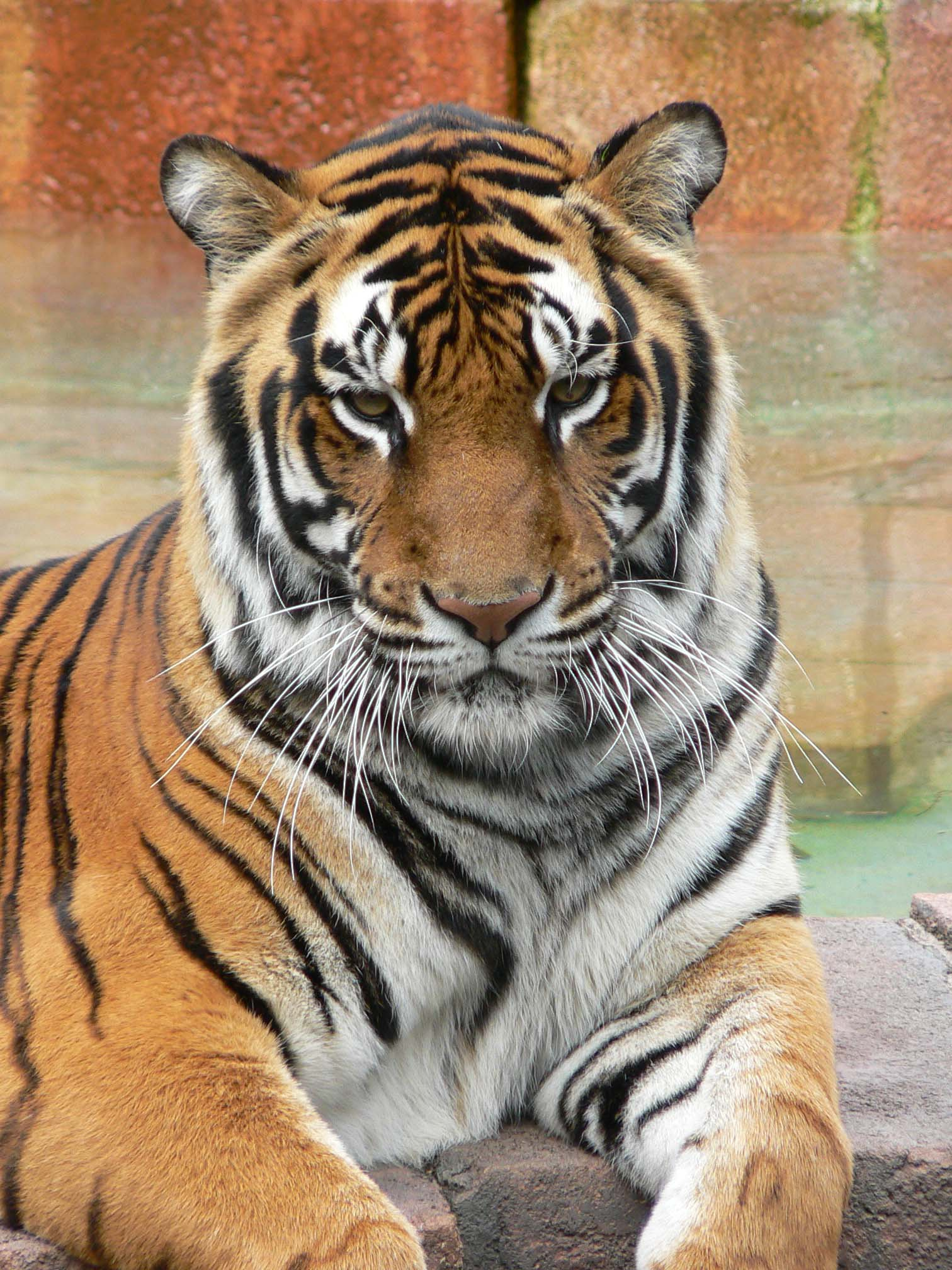
Un tigre de Bengala muy parecido al que pasa 227 días con Pi.

Richard Parker es un tigre que está en el bote salvavidas con Pi cuando el barco se hunde. El tigre vive en el bote salvavidas con Pi y se mantiene vivo con la comida y el agua que Pi le ofrece. Richard Parker desarrolla una relación con Pi, que les permite coexistir en su lucha.
En la historia el cazador que capturó al tigre se llamaba Richard Parker. Tenía la intención de llamar Thirsty (sediento) al tigre por todo el tiempo que estuvo bebiendo cuando lo encontraron. En una confusión, cuando llegó el momento de que Richard Parker tomase un tren para buscar un hogar a Thirsty, la mujer de la taquilla se confundió y creyó que el nombre del tigre era Richard Parker y el nombre del cazador Thirsty y con "None Given" (Ninguno Dado) como apellidos. Pi y su padre encontraron la historia tan divertida que mantuvieron el nombre.
En realidad, Martel nombró el tigre como un personaje de la novela de aventuras náuticas de Edgar Allan Poe La narración de Arthur Gordon Pym de Nantucket (1838). Sin embargo, hay una serie de personas llamadas Richard Parker que son relevantes para la elección de Martel, y que están ligados a cuentos de canibalismo de marineros náufragos. Estos cuentos abundaban en los siglos XVIII y XIX. Por ejemplo:
En diciembre de 1835, la nave Francis Spaight naufragó en el océano Atlántico norte. Los supervivientes del naufragio practicaron canibalismo para sobrevivir.
En enero de 1846, un segundo barco llamado Francis Spaight se hundió y se llevó con él a un hombre llamado Richard Parker.
En 1884, 46 años después de que se publicase la novela de Poe, un nuevo naufragio compartió muchas similitudes con la historia: después del hundimiento de su barco Mignonette en camino a Australia, el capitán Tom Dudley y tres marineros se quedaron en un bote en el Océano Pacífico. Creían que no tenían más remedio que comerse a uno de ellos para sobrevivir. La víctima fue un grumete de 17 años de edad, de nombre Richard Parker.
El libro de A. W. Brian Simpson sobre el asunto menciona el Francis Spaight y también se refiere a un barco llamado Tiger en el que se comieron a un joven en 1766.
Después de leer sobre de estos hechos, Yann Martel pensó: "Tantas víctimas Richard Parker tienen que significar algo."

## Escenario
La novela es una obra de ficción ambientada en el verano de 1977, que se inspira en lugares y eventos reales en la India. Los debates de la familia Patel sobre la situación política se refieren a hechos históricos. Pondicherry es una excolonia francesa en la India. El hotel tiene una Indian Coffee House y un Jardín Botánico. El Jardín Botánico tiene una vía de tren de juguete. El jardín no tiene un zoológico, a pesar de que tiene un pequeño acuario. Munnar, destino de vacaciones de la familia Patel, es una pequeña pero popular estación de montaña en Kerala. El pueblo tiene una iglesia. Madurai, a la que también se hace referencia en la novela, es una conocida zona turística y lugar de peregrinación en Tamil Nadu.

## Recepción
En una carta enviada directamente a Martel, Barack Obama describe La vida de Pi como "una prueba elegante de Dios, y el poder de contar historias".
Brian Bethune de Maclean's describe La vida de Pi como "una combinación, que hace pensar, de alegoría religiosa densa, tradición zoológica y cuento de aventuras apasionante, escrito con calidez y gracia". Master Plots sugiere que "el tema central de La Vida de Pi tiene que ver con la religión y la fe humana en Dios".

## Adaptaciones

### Edición ilustrada
En octubre de 2005 se puso en marcha una competición en todo el mundo para encontrar un artista que ilustrase La vida de Pi. El concurso lo llevaron a cabo la editorial escocesa Canongate Books y el periódico británico The Times, así como el periódico australiano The Age y el periódico canadiense The Globe and Mail. El artista croata Tomislav Torjanac fue el elegido como ilustrador de la nueva edición, que se publicó en septiembre de 2007.

### Adaptación al cine
La película está dirigida por Ang Lee, basada en un guion adaptado por David Magee. Suraj Sharma, quien no tiene experiencia previa, hace el papel de Pi. La vida de Pi se estrenó el 21 de noviembre de 2012.
Ganadora de 4 premios Oscar, Mejor director, banda sonora, fotografía y efectos visuales.

## Adaptaciones de teatro
También se ha adaptado como obra teatral por Keith Robinson, director artístico de la compañía orientada a la juventud Twisting Yarn Theatre. Andy Rashleigh escribió la adaptación, la cual fue dirigida por Keith Robinson. El elenco principal / original contenía sólo seis actores-Tony Hasnath (Pi), Solanki Taresh (Richard Parker), Melody Brown (Madre), Conor Alexander (Padre), Sanjay Shalat (Brother) y Mark Pearce (tío). La obra fue producida en el Alhambra Theatre de Bradford, Inglaterra, en 2003 La compañía hizo una gira por Inglaterra e Irlanda con la obra en 2004 y 2007.
Keith Robinson también dirigió una segunda versión de la obra. Trajo a algunos componentes de su compañía para trabajar con estudiantes del Curso sobre Drama, Teatro Aplicadas y Educación de la Licenciatura con Excelencia en la Central School of Speech and Drama. La producción conjunta se realizó en el Minack Theatre en Cornualles, Inglaterra, a finales de junio de 2008 Fue bien recibida por la prensa y la comunidad.